# آنا کاته
آنا ویکتوریا کاته آگوئیلار (اسپانیایی: Ana Victoria Cate Aguilar‎؛ زادهٔ ۵ اوت ۱۹۹۱) بازیکن فوتبال در پست هافبک اهل نیکاراگوئه است.
از باشگاه‌هایی که در آن بازی کرده‌است می‌توان به باشگاه فوتبال فیملیکافلاخ هافنارفیوردور اشاره کرد.
وی همچنین در تیم ملی فوتبال زنان نیکاراگوئه بازی کرده‌است.